# Schistophallus minoicus
Schistophallus minoicus is een slakkensoort uit de familie van de Oxychilidae. De wetenschappelijke naam van de soort is voor het eerst geldig gepubliceerd in 1968 door Riedel.